# Michael Grätzel
Michael Grätzel, född 11 maj 1944, är en tysk kemist verksam i Schweiz.
Grätzel studerade vid Freie Universität Berlin (FUB) där han blev diplomkemist (motsvarande magisterexamen) 1968 och tog doktorsexamen 1970 på kärnkemisk forskning utförd vid Hahn-Meitner-institutet med Arnim Henglein som handledare. Han var postdoc vid University of Notre Dame 1970–1972 och återvände sedan till Berlin där han blev docent vid FUB 1976. Från 1977 har han varit verksam vid École polytechnique fédérale de Lausanne (EPFL), från 1979 som ordinarie professor. Vid EPFL är han föreståndare för laboratoriet för fotonik och ytor.
Han har forskat kring elektronöverföring i material, och har bland annat skapat en ny slags solcell, som utnyttjar färgämnen och nanopartiklar av titandioxid och ofta kallas "Grätzelcellen". För detta belönades han 2010 med Millenniumpriset för teknologi.
Grätzel är hedersdoktor vid Uppsala universitet (1998) och vid Universitetet i Turin.